# 錢鎰
錢鎰（?—?），杭州临安人。中国五代十国时期吴越国大臣。
錢鎰是吴越武肃王钱镠的从父弟，钱宙的孙子。立功为龙武统军。田頵叛离杨行密，钱镠让錢鎰守卫宣州待变。陈询在睦州叛吴越，杨吴派陶雅来攻打，錢鎰和顾全武、王球实在前线，錢鎰被俘。吴越擒获吴将李涛，天宝十四年（921年），吴越用李涛换回錢鎰。錢鎰回来后，担任镇海军节度副使。